# Emmas OsterAbenteuer
Emmas OsterAbenteuer ist ein Kinderbuch des Schweizer Autors Stephan Sigg. Das Buch ist 2008 bei der MVG Medienproduktion und Vertriebsgesellschaft erschienen. Es ist der zweite Teil der Emma-Reihe. Teil 1 ist das Kinderbuch Emmas SchokoLaden. Es sind nach Emmas OsterAbenteuer noch zwei Fortsetzungen des Buches erschienen: Emmas WeihnachtsGeschenk und Emmas Faire FashionShow. Der Autor erhielt für seine Emma-Reihe 2014 den Nachhaltigkeitspreis prix eco.swisscanto.

## Handlung
Das Schokoladengeschäft von Tante Emma läuft nicht mehr, denn es bleiben die Kunden aus. Also beschließen ihre Nichte Natascha und deren Freundin Hina, am Karsamstag ein Fest zu organisieren. Im Rahmen des Festes möchten sie Osterbräuche aus aller Welt vorführen und damit neue Kunden in den Laden locken.
Auf einmal taucht Herr Otilo im SchokoLaden auf. Er ist Inhaber der Billig-Schokoladen-Firma Chocolato. Er benimmt sich verdächtig. Daher beschließen Natascha und ihre Freundin Hina, in seinem Haus Nachforschungen anzustellen. Natascha gelingt es, sich heimlich in sein Haus zu schleichen und entdeckt einen Mietvertrag für ein Ladenlokal direkt gegenüber von Tante Emmas SchokoLaden.
Doch Natascha und Hina schmieden einen Plan: Sie bringen Yannick, Nataschas Bruder, dazu, bei dem Besitzer des Ladenlokals anzurufen und im Namen von Herrn Otilo abzusagen. Dann ruft Yannick bei Herrn Otilo an und sagt im Namen des Hausbesitzers ab. Der Trick gelingt und keine der beiden Seiten bemerkt etwas. Die Gefahr eines Billig-Konkurrenten für Emmas SchokoLaden ist abgewendet.
Der Karsamstag ist gekommen und der SchokoLaden ist voller Kunden. Herr Otilo holt zu einem weiteren Schlag aus: Er bringt eine seiner Angestellten dazu, abgelaufene Schokoriegeln in das Regal von Tante Emma zu schmuggeln, um den Ruf des SchokoLadens zu beschädigen. Doch Natascha durchschaut in letzter Sekunde den Plan und sie können den Betrug vereiteln.
Die Osterfeier im SchokoLaden wird ein voller Erfolg. Tante Emmas SchokoLaden ist gerettet.

## Handelnde Personen
- Emma ist die chaotische Inhaberin eines Schokoladen-Geschäftes, sozial engagiert, immer voller Aktionismus.
- Natascha ist Emmas Nichte. Sie spielt gerne Hobby-Detektivin und ist jederzeit bereit, ihrer Tante zu helfen.
- Hina ist Nataschas beste Freundin.
- Yannick, Bruder von Natascha, ist immer hilfsbereit.
- Amalia, als Hausmädchen von Herrn Otilo von Peru nach Deutschland gekommen, flüchtet sie mit Hilfe von Natascha aus seinem Haushalt. Sie hilft Tante Emma im Schokoladen-Geschäft.
- Herr Otilo, Bösewicht der Emma-Reihe und Inhaber der Firma Chocolato. Er ist immer auf der Suche nach Profit für seine Billig-Schokoladen-Firma. Tante Emma und ihr kleiner Laden sind ihm ein Dorn im Auge und er lässt keine Gelegenheit aus, ihr irgendwie zu schaden.

## Zusatzinformationen
Das Buch wurde herausgegeben in Kooperation mit der Siegel-Organisation Transfair/Fairtrade Deutschland. 
Das Buch enthält Hintergrundinformationen und Unterrichtsideen zum Thema "Fairer Handel" im Schulunterricht. Die Anregungen sind geeignet für die Klassenstufen 4–6, für Kinder ab 9 Jahren.

## Ausgaben
Die komplette Emma-Reihe ist bei der MVG Medienproduktion & Vertriebsgesellschaft mbH erschienen. Emmas OsterAbenteuer, ISBN 978-3-88916-291-5, erschien am 21. Dezember 2008.